# 447-й пушечный артиллерийский полк
447-й пушечный артиллерийский Рославльский Краснознамённый полк, он же может называться 447-й корпусной артиллерийский полк, 447-й армейский артиллерийский полк, 447-й гаубичный полк в том числе с добавлением аббревиатур «РГК» или «РВГК» — воинская часть Вооружённых сил СССР во время Великой Отечественной войны.

## История
Сформирован: 7 сентября 1939 в составе 28-го СК. Относился к корпусным артиллерийским полкам 1-го типа.
На вооружении полка состояли:
по состоянию на 04 апреля 1940 года: 152-мм гаубиц обр. 37 г — 12 штук, 152-мм пушек — 24 штуки.
по состоянию на 1 ноября 1940 года: 152-мм гаубиц обр. 37 г — 24 штуки, 122-мм пушки — 12 штук.
28 сентября 1939 года переведён из г. Луга в г. Псков. На 20 октября 1939 года находился в составе 8-й армии. 22 октября 1939 года частично отправлен в г. Лугу.
В составе действующей армии во время Советско-финляндской войны (1939—1940) с 28 декабря 1939 по 13 марта 1940 года. Во время войны с Финляндией поддерживал действия 43-й стрелковой дивизии. Находился в составе 34-го стрелкового корпуса. 4—5 мая 1940 года погружен на эшелоны в Выборге и отведён от границ Финляндии.
В составе действующей армии во время Великой Отечественной войны с 22 июня 1941 года по 13 октября 1943 года.
С началом боевых действий находился в бывших казармах имени Пилсудского в Северном городке г. Бреста в составе 28-го стрелкового корпуса. Боеприпасы, горючее и продовольствие для 447-го корпусного артиллерийского полка хранились на складах в Брестской крепости и частично в г. Бресте.
- Сандалов Л. М. Пережитое. — М.: Воениздат, 1961. — 192 с. — (Военные мемуары). Архивировано 19 апреля 2010 года.

«Вплоть до 7 часов ожесточённые бои кипели поблизости от переправ через Буг. К 7 часам немецкие войска с юга ворвались в Брест, но крепость, железнодорожный узел и вся северная часть города оставались в наших руках. Находившиеся в Бресте артиллерийские полки, в частности 447-й корпусной полк под командованием полковника А. А. Маврина и 131-й под командованием майора Б. С. Губанова, открыли огонь по войскам противника, переправлявшимся через Буг, и нанесли им весьма ощутимый урон. Артиллерийским огнём из крепости было полностью прекращено движение врага по железнодорожному мосту».
24 июня 1941 года, по данным оперативной сводки начальника штаба 4-й армии полковника Сандалова, полк из Бреста был выведен почти целиком.
27 июня 1941 года частным боевым приказом командующего войсками 4-й армии генерал-майора Коробкова полк был сосредоточен в Пропойске.
27 сентября 1941 года полк был придан 50-й армии с задачей прикрытия Брянско-Рославльского направления. Справка-доклад штаба артиллерии Брянского фронта о вероятных действиях противника и необходимом изменении группировки артиллерии войск Брянского фронта 27 сентября 1941 г.
29 октября 1941 года полк прибыл в Тулу. При проведении Тульской оборонительной операции полк (уже в это время полк был 447-м полком артиллерии резерва Главного командования) был размещён на северной окраине города Тулы в Кировском посёлке.
25 сентября 1943 года за освобождение городов Смоленск и Рославль приказом № 25 Верховного Главнокомандующего 447-му пушечному артиллерийскому Краснознамённому полку под командованием полковника Чвыкова И. Ф. было присвоено наименование «Рославльский».
13 октября 1943 года полк переформирован в 4-ю тяжёлую пушечную артиллерийскую бригаду.

## Подчинение
| Дата                          | Фронт (округ)                 | Армия      | Корпус (группа)        | Примечания                                              |
| ----------------------------- | ----------------------------- | ---------- | ---------------------- | ------------------------------------------------------- |
| 07.09.1939 года               | -                             | -          | 28-й стрелковый корпус | -                                                       |
| 20.10.1939 года               | -                             | 8-я армия  | -                      | -                                                       |
| 04.04.1940 года               | Ленинградский военный округ   | -          | -                      | -                                                       |
| 01.11.1940 года               | Западный особый военный округ | -          | -                      | -                                                       |
| с 01.04 по 01.07 1941 года    | Западный фронт                | 4-я армия  | 28-й стрелковый корпус | -                                                       |
| 07.07.1941 года               | Западный фронт                | 4-я армия  | -                      | на переформировании                                     |
| 01.08.1941 года               | Центральный фронт             | 3-я армия  | -                      | -                                                       |
| 01.09.1941 года               | Брянский фронт                | -          | -                      | РГК в составе соединений и частей фронтового подчинения |
| 01.10.1941 года               | Брянский фронт                | -          | -                      | РГК в составе соединений и частей фронтового подчинения |
| 01.11.1941 года               | Брянский фронт                | 50-я армия | -                      | РВГК                                                    |
| 01.12.1941 года               | Западный фронт                | 50-я армия | -                      | РВГК                                                    |
| с 01.01.1942 по 01.10.1943 гг | Западный фронт                | 50-я армия | -                      | -                                                       |

## Командование
С 1938 по 1942 гг:
- Маврин Александр Александрович[6] (1900 г.р.), полковник[7]

С 1942 года:
- Чвыков Иван Фомич, подполковник[7]

## Награды и наименования
| Награда (наименование)               | Дата                                                               | За что получена |
| ------------------------------------ | ------------------------------------------------------------------ | --- |
| Орден Красного Знамени               | Указ Президиума Верховного Совета СССР от 19 июня 1943 года        | За образцовое выполнение боевых заданий командования на фронте борьбы с немецкими захватчиками и проявленные при этом доблесть и мужество. |
| Почётное наименование «Рославльский» | Приказ Верховного Главнокомандующего № 25 от 25 сентября 1943 года | за освобождение городов Смоленск и Рославль                                                                                                |

## Другие артиллерийские полки с тем же номером
- 447-й зенитный артиллерийский полк